# Клітинна гомологія
У математиці, а саме у алгебричній топології клітинною гомологією  називається гомологічна теорія для категорії CW-комплексів. Вона узгоджується із сингулярною гомологією і часто дає ефективні методи для її обчислення.

## Означення
Якщо {\displaystyle X} є CW-комплексом і {\displaystyle X_{n}} позначає його n-кістяк. Нехай {\displaystyle {C_{k}}(X_{n},X_{n-1})} позначає групу ланцюгового комплексу для відносної гомології пари {\displaystyle (X_{n},X_{n-1}).} Відповідна відносна гомологічна група {\displaystyle {H_{k}}(X_{n},X_{n-1})} є тривіальною групою для {\displaystyle k\neq n} і вільною абелевою групою, генераторами якої є {\displaystyle n}-клітини комплекса {\displaystyle X} для {\displaystyle k=n}. 
Між групами {\displaystyle {H_{n+1}}(X_{n+1},X_{n})} і {\displaystyle {H_{n}}(X_{n},X_{n-1})} можна задати граничне відображення {\displaystyle d_{n+1}:H_{n+1}(X_{n+1},X_{n})\to H_{n}(X_{n},X_{n-1})} як {\displaystyle d_{n+1}=j_{n}\circ \partial _{n+1},} де {\displaystyle j_{n}} є відображенням із гомологічної групи {\displaystyle H_{n}(X_{n})} на відносну гомологічну групу пари {\displaystyle H_{n}(X_{n},X_{n-1}),} а {\displaystyle \partial _{n+1}:H_{n+1}(X_{n+1},X_{n})\to H_{n}(X_{n})} є зв'язуючим гомоморфізмом у довгій точній послідовності  пари {\displaystyle (X_{n+1},X_{n}).}
Більш конкретно якщо {\displaystyle x} є елементом  {\displaystyle H_{n}(X_{n})} і {\displaystyle z\in Z_{n}(X_{n})} — циклом, що представляє цей елемент, то  {\displaystyle j_{n}(z)} є класом гомології образу цього елемента у фактор-групі {\displaystyle C_{n}(X_{n})/C_{n}(X_{n-1})} (цей образ теж буде циклом).  Натомість, якщо {\displaystyle y} є елементом {\displaystyle H_{n+1}(X_{n+1},X_{n})} то згідно означень для {\displaystyle y} існує представник {\displaystyle c\in C_{n+1}(X_{n+1}),} для якого {\displaystyle \partial c=w,} де {\displaystyle w\in C_{n}(X_{n}).} Тоді {\displaystyle \partial w=0} у  {\displaystyle C_{n}(X_{n})} оскільки граничне відображення цього елемента у {\displaystyle C_{n}(X_{n})} і {\displaystyle C_{n}(X_{n+1})} є однаковими і в {\displaystyle C_{n}(X_{n+1})} елемент {\displaystyle w} є граничним. Натомість у {\displaystyle C_{n}(X_{n})} він може бути не граничним і для нього клас гомології може бути нетривіальним. {\displaystyle \partial _{n+1}(y)} за означенням є класом гомології елемента {\displaystyle w} у {\displaystyle H_{n}(X_{n})}.
Для граничних відображень {\displaystyle d_{n}\circ d_{n+1}=0}, оскільки згідно означення {\displaystyle d_{n}\circ d_{n+1}=j_{n-1}\circ \partial _{n}\circ j_{n}\circ \partial _{n+1}} і {\displaystyle \partial _{n}\circ j_{n}=0} адже у лівій частині є композиція двох послідовних відображень у довгій точній послідовності пари {\displaystyle (X_{n},X_{n-1}).}
Таким чином відносні гомологічні групи і граничні відображення {\displaystyle d_{n}} утворюють ланцюговий комплекс:
{\displaystyle \cdots \to {H_{n+1}}(X_{n+1},X_{n})\to {H_{n}}(X_{n},X_{n-1})\to {H_{n-1}}(X_{n-1},X_{n-2})\to \cdots ,}
Гомології цього комплексу і називаються клітинними гомологіями комплексу {\displaystyle X}. 

### Граничні відображення за допомогою степенів відображень
Граничні відображення у комплексі також модна задати за допомогою степенів відображень. А саме, нехай {\displaystyle e_{n}^{\alpha }} є {\displaystyle n}-клітиною {\displaystyle X} і {\displaystyle \chi _{n}^{\alpha }:\partial e_{n}^{\alpha }\cong \mathbb {S} ^{n-1}\to X_{n-1}} є її відображенням склеювання. Розглянемо композицію відображень
{\displaystyle \chi _{n}^{\alpha \beta }:\mathbb {S} ^{n-1}\,{\stackrel {\cong }{\longrightarrow }}\,\partial e_{n}^{\alpha }\,{\stackrel {\chi _{n}^{\alpha }}{\longrightarrow }}\,X_{n-1}\,{\stackrel {q}{\longrightarrow }}\,X_{n-1}/\left(X_{n-1}\setminus e_{n-1}^{\beta }\right)\,{\stackrel {\cong }{\longrightarrow }}\,\mathbb {S} ^{n-1},}
де перше відображення ідентифікує {\displaystyle \mathbb {S} ^{n-1}} із {\displaystyle \partial e_{n}^{\alpha }\ }, {\displaystyle e_{n-1}^{\beta }} є {\displaystyle (n-1)}-клітиною у X, третє відображення {\displaystyle q} є фактор відображенням яке стискає {\displaystyle X_{n-1}\setminus e_{n-1}^{\beta }} у точку (перетворюючи при цьому {\displaystyle e_{n-1}^{\beta }} у сферу {\displaystyle \mathbb {S} ^{n-1}}), і останнє відображення ідентифікує {\displaystyle X_{n-1}/\left(X_{n-1}\setminus e_{n-1}^{\beta }\right)} із {\displaystyle \mathbb {S} ^{n-1}} за допомогою характеристичного відображення {\displaystyle \Phi _{n-1}^{\beta }} клітини {\displaystyle e_{n-1}^{\beta }}.
Тоді граничне відображення
{\displaystyle d_{n}:{H_{n}}(X_{n},X_{n-1})\to {H_{n-1}}(X_{n-1},X_{n-2})}
на відповідному елементі задається формулою
{\displaystyle {d_{n}}(e_{n}^{\alpha })=\sum _{\beta }\deg \left(\chi _{n}^{\alpha \beta }\right)e_{n-1}^{\beta },}
де {\displaystyle \deg \left(\chi _{n}^{\alpha \beta }\right)} є степенем відображення {\displaystyle \chi _{n}^{\alpha \beta }} і сума береться за всіма {\displaystyle (n-1)}-клітинами у {\displaystyle X}, що розглядаються як породжуючі елементи у {\displaystyle {C_{n-1}}(X_{n-1},X_{n-2})} (оскільки за означенням CW-комплекса образ границі {\displaystyle n}клітини при відображенні склеювання належить скінченній кількості {\displaystyle (n-1)}-клітин, то усі доданки у сумі крім скінченної кількості будуть нульовими).

## Приклади

### n-сфера
Для n-вимірної сфери Sn існує клітинне розбиття із двома клітинами, однією 0-клітиною і однією n-клітиною. При цьому n-клітина приєднується за допомогою сталого відображення із {\displaystyle S^{n-1}} на 0-клітину. Оскільки породжуючими елементами груп {\displaystyle {H_{k}}(S_{k}^{n},S_{k-1}^{n})} є k-клітини у розбитті Sn, то {\displaystyle {H_{k}}(S_{k}^{n},S_{k-1}^{n})=\mathbb {Z} } для {\displaystyle k=0,n,} а інші групи є тривіальними.
Тому для {\displaystyle n>1}, відповідний ланцюговий комплекс є рівним:
{\displaystyle \dotsb {\overset {\partial _{n+2}}{\longrightarrow \,}}0{\overset {\partial _{n+1}}{\longrightarrow \,}}\mathbb {Z} {\overset {\partial _{n}}{\longrightarrow \,}}0{\overset {\partial _{n-1}}{\longrightarrow \,}}\dotsb {\overset {\partial _{2}}{\longrightarrow \,}}0{\overset {\partial _{1}}{\longrightarrow \,}}\mathbb {Z} {\longrightarrow \,}0,}
і оскільки всі граничні відображення є відображеннями з або на тривіальні групи, вони всі є нульовими гомоморфізмами. Тож клітинні гомологічні групи є:
{\displaystyle H_{k}(S^{n})={\begin{cases}\mathbb {Z} &k=0,n\\\{0\}&k\neq 0,n\end{cases}}.}
Якщо {\displaystyle n=1}, то граничне відображення {\displaystyle \partial _{1}} теж є нульовим, тож формула є справедливою для всіх додатних {\displaystyle n}.

### Поверхні родуg
За допомогою клітинної гомології можна також обчислити гомології поверхні роду g {\displaystyle \Sigma _{g}}. Фундаментальним многокутником {\displaystyle \Sigma _{g}} є {\displaystyle 4n}-кутник і звідси одержується клітинне розбиття {\displaystyle \Sigma _{g}} із однією 2-клітиною, {\displaystyle 2n} 1-клітинами і однією 0-клітиною. 2-клітина приєднується вздовж границі {\displaystyle 4n}-кутника, який містить кожну 1-клітину двічі, в різному порядку. Тому степінь відповідного відображення є рівним нулю. Також відображення склеювання для кожної 1-клітини має степінь рівний 0, оскільки це є відображення із {\displaystyle S^{0}} на 0-клітину. Тож відповідний ланцюговий комплекс є
{\displaystyle \cdots \to 0\xrightarrow {\partial _{3}} \mathbb {Z} \xrightarrow {\partial _{2}} \mathbb {Z} ^{2g}\xrightarrow {\partial _{1}} \mathbb {Z} \to 0,}
де всі граничні відображення є нульовими. Отже клітинна гомологія поверхні роду g є рівною
{\displaystyle H_{k}(\Sigma _{g})={\begin{cases}\mathbb {Z} &k=0,2\\\mathbb {Z} ^{2g}&k=1\\\{0\}&k\neq 0,1,2.\end{cases}}}
Для неорієнтованих поверхонь роду g можна задати клітинне розбиття із 1-єю 0-клітиною, g 1-клітинами, і 1-єю 2-клітиною. Гомологічні групи для цих поверхонь є рівними
{\displaystyle H_{k}(\Sigma _{g})={\begin{cases}\mathbb {Z} &k=0\\\mathbb {Z} ^{g-1}\oplus \mathbb {Z} _{2}&k=1\\\{0\}&\neq 0,1,2.\end{cases}}}

### Тор
Для n-тора {\displaystyle (S^{1})^{n}} існує клітинне розбиття із 1-єю 0-клітиною, n 1-клітинами, ..., і 1-єю n-клітиною. Ланцюговий комплекс є 
{\displaystyle 0\to \mathbb {Z} ^{\binom {n}{n}}\to \mathbb {Z} ^{\binom {n}{n-1}}\to \cdots \to \mathbb {Z} ^{\binom {n}{1}}\to \mathbb {Z} ^{\binom {n}{0}}\to 0} і всі граничні відображення є нульовими.
Тому, {\displaystyle H_{k}((S^{1})^{n})\simeq \mathbb {Z} ^{\binom {n}{k}}} .  

### Комплексний проєктивний простір
Якщо {\displaystyle X} не має клітин суміжної розмірності, (тобто якщо у ньому є n-клітини, то немає (n-1)-клітин і (n+1)-клітин), тоді {\displaystyle H_{n}^{CW}(X)} є вільною абелевою групою породженою n-клітинами, для кожного {\displaystyle n}.  
Комплексний проєктивний простір {\displaystyle P^{n}\mathbb {C} } можна одержати склеюванням 0-клітини, 2-клітини, ... і зрештою (2n)-клітини, тому {\displaystyle H_{k}(P^{n}\mathbb {C} )=\mathbb {Z} } для {\displaystyle k=0,2,...,2n}, і {\displaystyle H_{k}(P^{n}\mathbb {C} )=\{0\}} для непарних k.

### Дійсний проєктивний простір
Дійсний проєктивний простір {\displaystyle \mathbb {R} P^{n}} має клітинне розбиття із однією {\displaystyle k}-клітиною {\displaystyle e_{k}} для всіх {\displaystyle k\in \{0,1,\dots ,n\}}.
Відображеннями склеювання для цих {\displaystyle k}-клітин є подвійне накриття {\displaystyle \varphi _{k}\colon S^{k-1}\to \mathbb {R} P^{k-1}}.
Тому зокрема {\displaystyle k}-кістяк {\displaystyle \mathbb {R} P_{k}^{n}\cong \mathbb {R} P^{k}} для всіх {\displaystyle k\in \{0,1,\dots ,n\}}. Також {\displaystyle C_{k}(\mathbb {R} P_{k}^{n},\mathbb {R} P_{k-1}^{n})\cong \mathbb {Z} } для всіх {\displaystyle k\in \{0,1,\dots ,n\}}.
Для обчислення граничного відображення 
{\displaystyle d_{k}\colon H_{k}(\mathbb {R} P_{k}^{n},\mathbb {R} P_{k-1}^{n})\to H_{k-1}(\mathbb {R} P_{k-1}^{n},\mathbb {R} P_{k-2}^{n}),}
необхідно визначити степінь відображення 
{\displaystyle \chi _{k}\colon S^{k-1}{\overset {\varphi _{k}}{\longrightarrow }}\mathbb {R} P^{k-1}{\overset {q_{k}}{\longrightarrow }}\mathbb {R} P^{k-1}/\mathbb {R} P^{k-2}\cong S^{k-1}.}
Для цього слід зауважити, що {\displaystyle \varphi _{k}^{-1}(\mathbb {R} P^{k-2})=S^{k-2}\subseteq S^{k-1}}, і для кожної точки {\displaystyle x\in \mathbb {R} P^{k-1}\setminus \mathbb {R} P^{k-2}}, прообраз {\displaystyle \varphi ^{-1}(\{x\})} складається із двох точок, по одній у кожній компоненті зв'язності (відкритій напівсфері) {\displaystyle S^{k-1}\setminus S^{k-2}}.
Тому для знаходження степеня відображення {\displaystyle \chi _{k}}, достатньо знайти локальні степені {\displaystyle \chi _{k}} на кожній із цих відкритих напівсфер.
Нехай вони позначаються {\displaystyle B_{k}} і {\displaystyle {\tilde {B}}_{k}}. 
Тоді {\displaystyle \chi _{k}|_{B_{k}}} і {\displaystyle \chi _{k}|_{{\tilde {B}}_{k}}} є гомеоморфізмами і {\displaystyle \chi _{k}|_{{\tilde {B}}_{k}}=\chi _{k}|_{B_{k}}\circ A}, де {\displaystyle A} є антиподальним відображенням.
Степінь {\displaystyle A} на {\displaystyle S^{k-1}} є рівним {\displaystyle (-1)^{k}}.
Тому можна вважати, що локальний степінь {\displaystyle \chi _{k}} на {\displaystyle B_{k}} є рівним {\displaystyle 1} і тоді локальний степінь {\displaystyle \chi _{k}} на {\displaystyle {\tilde {B}}_{k}} є рівним {\displaystyle (-1)^{k}}.
Додаючи локальні степені можна одержати значення степеня відображення
{\displaystyle \deg(\chi _{k})=1+(-1)^{k}={\begin{cases}2&k=2j\\0&k=2j+1\end{cases}}.}
Тоді граничне відображення {\displaystyle \partial _{k}} є множенням на {\displaystyle \deg(\chi _{k})} у групі цілих чисел, і звідси утворюється ланцюговий комплекс: 
{\displaystyle 0\longrightarrow \mathbb {Z} {\overset {\partial _{n}}{\longrightarrow }}\cdots {\overset {2}{\longrightarrow }}\mathbb {Z} {\overset {0}{\longrightarrow }}\mathbb {Z} {\overset {2}{\longrightarrow }}\mathbb {Z} {\overset {0}{\longrightarrow }}\mathbb {Z} \longrightarrow 0,}
де {\displaystyle \partial _{n}(a)=2a} якщо {\displaystyle n} є парним числом і {\displaystyle \partial _{n}(a)=0} якщо {\displaystyle n} є непарним числом.
Із цього комплексу обчислюється клітинна гомологія для {\displaystyle \mathbb {R} P^{n}}: 
{\displaystyle H_{k}(\mathbb {R} P^{n})={\begin{cases}\mathbb {Z} &{\text{if }}k=0{\text{ і }}k=n{\text{ odd}},\\\mathbb {Z} /2\mathbb {Z} &{\text{if }}0<k<n{\text{ odd,}}\\0&{\text{otherwise.}}\end{cases}}}

## Інші властивості
- {\displaystyle n}-кістяк однозначно визначає всі гомологічні модулі нижчих порядків:

{\displaystyle {H_{k}}(X)\cong {H_{k}}(X_{n})}
для {\displaystyle k<n}.

## Еквівалентність клітинної і сингулярної гомологій
Для CW-комплекса гомологічні групи у клітинній гомології є ізоморфними гомологічним групам сингулярної гомології. Якщо для простору існує триангуляція то клітинна гомологія також є ізоморфною симпліційній.
Доведення еквівалентності сингулярної і клітинної гомологій здійснюється за допомогою аналізу точних послідовностей для пари просторів {\displaystyle (X_{n},X_{n-1})} і ланцюгового комплексу із означення клітинної гомології.
Нехай
{\displaystyle \cdots \to H_{r+1}(X_{n},X_{n-1}){\stackrel {\partial }{\to }}H_{r}(X_{n-1}){\stackrel {i}{\to }}H_{r}(X_{n}){\stackrel {j}{\to }}H_{r}(X_{n},X_{n-1})\to \cdots }
є частиною точної послідовності пари {\displaystyle (X_{n},X_{n-1}).} Оскільки {\displaystyle {H_{r}}(X_{n},X_{n-1})=0} для {\displaystyle r\neq n} то {\displaystyle i:H_{r}(X^{n-1})\to H_{r}(X^{n})} є ізоморфізмом для {\displaystyle r\neq n-1,\ n.} Тому для {\displaystyle r>n} буде 
{\displaystyle H_{r}(X_{n})\cong H_{r}(X_{n-1})\cong \ldots \cong H_{r}{X_{-1}}=0.}
Звідси також випливає, що відображення {\displaystyle j:H_{n}(X_{n})\to H_{n}(X_{n},X_{n-1})} є ін'єктивним.
Нехай тепер
{\displaystyle H_{n+1}(X_{n+1},X_{n}){\stackrel {\partial _{n+1}}{\to }}H_{n}(X_{n}){\stackrel {j_{n}}{\to }}H_{n}(X_{n},X_{n-1}){\stackrel {\partial _{n}}{\to }}H_{n-1}(X_{n-1}){\stackrel {j_{n-1}}{\to }}H_{n}(X_{n-1},X_{n-2})}
є частиною ланцюгового комплексу із означення клітинної гомології із проміжними відображеннями. Для спрощення надалі також позначатиметься {\displaystyle C_{n}:=H_{n}(X_{n},X_{n-1})}  із відповідними позначеннями для ядер, границь і гомологій цього комплексу.
Оскільки відображення {\displaystyle j_{n-1}} є ін'єктивним, то 
{\displaystyle Z_{n}(C)=\ker \partial _{n}=\operatorname {im} j_{n}\cong H_{n}(X^{n})}
де останній ізоморфізм випливає із ін'єктивності  {\displaystyle j_{n}.}
Звідси 
{\displaystyle H_{n}(C)=Z_{n}(C)/B_{n}(C)\cong H_{n}(X_{n})/\operatorname {im} \partial _{n+1}}.
Але із довгої точної послідовності для пари {\displaystyle (X_{n+1},X_{n})} випливає, що 
{\displaystyle \operatorname {im} \partial _{n+1}=\ker \left[i_{n+1}:H_{n}(X_{n})\to H_{n}(X_{n+1})\right]}
і тому відповідно 
{\displaystyle H_{n}(C)=\operatorname {im} \left[i_{n+1}:H_{n}(X_{n})\to H_{n}(X_{n+1})\right].}
Але оскільки {\displaystyle {H_{n}}(X_{n+1},X_{n})=0} знову ж використовуючи довгу точну послідовність для пари просторів {\displaystyle (X_{n+1},X_{n})} остаточно {\displaystyle H_{n}(C)\cong H_{n}(X_{n+1}).}
Але із вказаних вище ізоморфізмів 
{\displaystyle H_{n}(X_{n+1})\cong H_{n}(X_{n+2})\cong H_{n}(X_{n+3})\cong \ldots }
Це завершує доведення у випадку скінченновимірного комплексу, тобто у випадку {\displaystyle X=X_{m}} для деякого додатного {\displaystyle m.}
У нескінченновимірному випадку кожен цикл {\displaystyle z}, що представляє елемент у {\displaystyle H_{n}(X)} є формальною скінченною сумою сингулярних симплексів, що є образами неперервних відображень із стандартного симплекса. Оскільки кожен такий образ є компактною множиною то всі вони загалом містяться у деякому скінченному підкомплексі і тому зокрема {\displaystyle z} є елементом {\displaystyle S_{n}(X_{p})} де можна вважати, що {\displaystyle p>n.} Але, як вказано вище {\displaystyle H_{n}(X_{n+1})\cong H_{n}(X_{p})} і тому всі елементи {\displaystyle H_{n}(X)} мають відповідники у {\displaystyle H_{n}(C)\cong H_{n}(X_{n+1}).} Іншими словами існує сюр'єктивний гомоморфізм із {\displaystyle H_{n}(C)} у {\displaystyle H_{n}(X)}. Подібним чином, якщо деякий елемент {\displaystyle H_{n}(X_{n+1})} є рівним нулю у {\displaystyle H_{n}(X)}, то він має бути нульовим у {\displaystyle H_{n}(X_{p})} і з {\displaystyle H_{n}(X_{n+1})\cong H_{n}(X_{p})} випливає, що сам цей елемент є нулем. Тобто гомоморфізм із {\displaystyle H_{n}(C)\cong H_{n}(X_{n+1})} у {\displaystyle H_{n}(X)} є також ін'єктивним, що завершує доведення еквівалентності.

## Узагальнення
Спектральна послідовність Атії — Хірцебруха є аналогічним методом обчислення(ко)гомології для CW-комплекса, для довільної екстраординарної (ко)гомологічної теорії.

## Характеристика Ейлера
Для  CW-комплексу {\displaystyle X} із скінченно кількістю клітин, нехай {\displaystyle c_{j}} позначає кількість {\displaystyle j}-клітин, тобто ранг {\displaystyle {C_{j}}(X_{j},X_{j-1})} як вільної абелевої групи. Характеристика Ейлера комплекса {\displaystyle X} за означенням є рівною
{\displaystyle \chi (X)=\sum _{j=0}^{n}(-1)^{j}c_{j}.}
Характеристика Ейлера є гомотопним інваріантом. У термінах чисел Бетті для {\displaystyle X}:
{\displaystyle \chi (X)=\sum _{j=0}^{n}(-1)^{j}\operatorname {Rank} ({H_{j}}(X)).}
Це випливає із довгої точної послідовності відносної гомології для трійки {\displaystyle (X_{n},X_{n-1},\varnothing )}:
{\displaystyle \cdots \to {H_{i}}(X_{n-1},\varnothing )\to {H_{i}}(X_{n},\varnothing )\to {H_{i}}(X_{n},X_{n-1})\to \cdots .}
Розбиваючи цю послідовність на короткі точні послідовності можна одержати співвідношення:
{\displaystyle \sum _{i=0}^{n}(-1)^{i}\operatorname {Rank} ({H_{i}}(X_{n},\varnothing ))=\sum _{i=0}^{n}(-1)^{i}\operatorname {Rank} ({H_{i}}(X_{n},X_{n-1}))+\sum _{i=0}^{n}(-1)^{i}\operatorname {Rank} ({H_{i}}(X_{n-1},\varnothing )).}
і такі ж для {\displaystyle (X_{n-1},X_{n-2},\varnothing )}, {\displaystyle (X_{n-2},X_{n-3},\varnothing )}, і т.д. За індукцією:
{\displaystyle \sum _{i=0}^{n}(-1)^{i}\;\operatorname {Rank} ({H_{i}}(X_{n},\varnothing ))=\sum _{j=0}^{n}\sum _{i=0}^{j}(-1)^{i}\operatorname {Rank} ({H_{i}}(X_{j},X_{j-1}))=\sum _{j=0}^{n}(-1)^{j}c_{j}.}